# Radtone Music
Radtone Music ist ein Plattenlabel des Unternehmens Media Factory zur Veröffentlichung westlicher Bands für den japanischen Markt.
Das Label hat einige in Europa bekannte Bands aus dem Post-Hardcore-Bereich unter Vertrag genommen, darunter His Statue Falls, Annisokay, The Satellite Year und Eskimo Callboy (allesamt aus Deutschland), sowie Helia aus Italien sowie A Wilhelm Scream aus den Vereinigten Staaten. Allerdings stehen auch mehrere Metal-Bands bei Radtone unter Vertrag.

## Bands
- His Statue Falls
- Annisokay
- The Satellite Year
- Eskimo Callboy
- Helia
- A Wilhelm Scream
- Heroes for Hire
- Six Magics
- Imperial Circus Dead Decadence
- Pathfinder
- Wizards
- Skylark
- Kerion
- Mada Mita Koto no Nai Sekai
- The Stranded
- The Night Flight Orchestra
- Living Corpse
- Head Phone President
- Last Day Before Holiday
- The Swellers
- Neroargento
- Desdemon
- Fugatta
- Ecliptika
- Kalisia
- Terra Prima
- We’re Not Afraid
- Raintime
- Melody Fall
- Counterpunch
- Amida Addict
- Annalynn
- Red Summer Tape
- Kill the Drive
- Itchy Daze
- Kid Courageous
- Breathe Electric
- We Are the Arsenal
- Innerlogics
- Lamexcuse
- Tinkerbell
- MUTE
- One Light Out
- Alakrity
- Jamestown Story
- Lost in Line
- Signal the Escape
- Your Hero
- Anchors for Arms
- Kid Finish
- Handheld
- American Mary
- Flight 409
- Fool Proof
- The Unlovables
- Fire Rocket Red
- Eleven Fifty Four
- The Dollyrots
- Much the Same
- Silent Point
- A Cadence of Sorts
- Voodoo Blue
- Making April
- Caffeine
- The Attraction
- Venue Kids
- Steamboat Rally
- Big City Dreams
- All You Can Eat